# Tineke Beishuizen
Catrine Josine (Tineke) Beishuizen-Lagerwaard (Rotterdam, 13 oktober 1938 – Doesburg, 19 augustus 2023) was een Nederlands columniste voor de tijdschriften Libelle en Flair. Ook schreef ze thrillers, liedteksten en scenario's voor afleveringen van de televisieserie Spangen. Ze schreef in Libelle onder haar huwelijksnaam en onder het pseudoniem Anne-Wil. In Flair schreef ze als Mieke van Maerle een column met dezelfde naam.

## Boeken
- Het dagboek van Anne-Wil, bundeling van columns verschenen in het weekblad Libelle:
  - Het dagboek van Anne-Wil 1 - Een ander leven, 1991
  - Het dagboek van Anne-Wil 2 - Het leven gaat verder, 1991
  - Het dagboek van Anne-Wil 3 - Alles wordt anders, 1991
  - Het dagboek van Anne-Wil 4 - Een tijd om los te laten. 2002
  - Het dagboek van Anne-Wil 5 - Niets blijft zoals het is. 2002
  - Het dagboek van Anne-Wil 6 - Een veelbewogen jaar. 2003
  - Het dagboek van Anne-Wil 7, 2004
- Deze dag, deze man, dit kind..., 1993, verhalenbundel
- De indringster, 1995, co-auteur: psycholoog Annette Heffels, bundeling van columns over haar scheiding
- Als zand door mijn vingers, 2005, literaire thriller
- Wat doen we met Fred?, 2006, literaire thriller
- Dood door schuld, 2007, psychologische roman
- De man die niet wilde dansen, 2008, literaire roman, als Literair Juweeltje
- Schaduwtuin, 2008, thriller
- Oud zeer, 2009, thriller
- Gekleed te water, 2010, thriller
- Lot, 2011, literaire thriller
- Lang lezen met Tineke Beishuizen, 2012, verhalenbundel
- Zusjes op leven en dood, 2012, thriller
- Het huis op de heuvel, een stadsmens op het Franse platteland, 2014, verhalenbundel
- De vrouwen van Fred (Wie deed het met Fred?), 2014, thriller. Afzonderlijk te lezen vervolg op Wat doen we met Fred?

## Songteksten
- Thijs Boontjes - Dansen met jou, 2018
- Ben Jamie - Zonder jou, 2014
- Brigitte Nijman - Zonder jou, 2014
- Danny de Munk & Joke de Kruijf - Dicht bij jou, 1991
- De Romeo's - Zondag, 2014
- Gerard Joling & Shirley Zwerus - Heel even, 1995
- Gino Verano - Zondagmiddag Liliane, 2015
- Joe Leed - Zondagmiddag Lilian, 2018
- Lenny Kuhr - Liefde voor de schemeruren, 1980
- Liesbeth List - Voor één nacht, 1982
- Louis Neefs:
  - Zondagmiddag Lilian, 1979
  - Dat kleine kompliment, 1979
- Mama's Jasje - Zondagmiddag Lilian, 2000
- Marco Bakker:
  - Mary in de morgen, 1984
  - Nooit meer verliefd, 1984
  - Verslingerd aan jou, 1984
  - Vroeg in de morgen, 1984
- Party Zone ft. Mario Caselli - Zondag, 1995
- Rick de Leeuw - Zondagmiddag Lilliane, 2014
- Rob de Nijs
  - Lome dag, 1977
  - Vader, 1977
  - De pieper, 1978
  - Een man van nu, 1978
  - Kom bij mij, 1978
  - Hilda, 1979
  - Liever dan lieveling, 1980
  - Signalement, 1980
  - Zondag, 1980
  - Zonder jou, 1980
  - Voor 'n ander, 1983
- Shirley - Heel even, 1981
- Simone Kleinsma - Heel even, 1995
- Xandra - Intercity, 1979